# 恰恩道尔
恰恩道尔（Chandaur），是印度贾坎德邦丹巴德县的一个城镇。总人口13629（2001年）。

## 人口
该地2001年总人口13629人，其中男性7674人，女性5955人；0—6岁人口2054人，其中男1026人，女1028人；识字率56.65%，其中男性为69.09%，女性为40.62%。